# Nam Yun-sung
Nam Yun-sung (Nam Yoon-sung / hangeul : 남윤성), né le 29 août 1996, est un chanteur, rappeur, danseur et acteur sud-coréen. Il fait partie du groupe sud-coréen NOIR, qui a débuté le 9 avril 2018. Avant de rejoindre le groupe, Yunsung participe à la deuxième saison de Produce 101. Il a fait ses débuts en tant qu'acteur dans le web drama 'No Work Today' (오늘도 일없습니다).
Il est, depuis août 2022, au cœur d'un scandale après qu'il a été révélé au grand public, qu'il aurait "accidentellement" étranglé et menacé d'un couteau son ex-petite amie. Crime pour lequel il n'a pas été condamné.

## Carrière musicale

### 2013-2018: Pré-débuts
Yunsung a été trainee pendant 4 ans, dans l'agence Woollim Entertainment puis dans son agence actuelle LUK Factory, anciennement I.ONE Entertainment.
En 2017, Yunsung participe à la saison 2 de Produce 101. Son agence, LUK Factory, annonce le 23 mars 2017 qu'il doit quitter l'émission à cause d'ennuis de santé détectés lors d'un bilan de santé.
En janvier 2018, LUK Factory révèle la création de son nouveau boy group, nommé NOIR, dont Yunsung fera partie. Avant leurs débuts officiels, le groupe apparaît dans sa propre télé-réalité Action Noir sur leur chaine YouTube. Le 27 janvier 2018, NOIR dévoile la chanson As a star.

### 2018-présent: Débuts avec NOIR, carrière d'acteur
Yunsung est désigné visuel, chanteur secondaire et rappeur de NOIR. Le groupe fait ses débuts le 9 avril 2018 avec leur mini-album Twenty's Noir et Gangsta comme titre principal. En juillet 2018, Yunsung ainsi que Yeonkuk, Junyong et Minhyuk (membres de NOIR), apparaissent dans le web drama 진짜 있을가] 탐정과 엔터테인먼트". TOPGUN, leur deuxième mini-album sortira 6 mois plus tard, le 2 octobre 2018, accompagné du MV Airplane Mode.
Le 12 juin 2019, NOIR dévoile leur troisième mini-album ABYSS et leur chanson principale Doom Doom. En octobre 2019, il est révélé que Yunsung a obtenu un rôle principal dans le web drama No Work Today (hangeul : 오늘도 일없습니다). Il contient 12 épisodes et est disponible sur la chaîne YouTube Wonder Story.
Le dernier comeback et album en date sont Lucifer et leur quatrième mini-album Up The Sky : 飛, sortie le 27 avril 2020.
Le 29 juillet 2021, Yunsung ouvre son compte Instagram personnel (n__ys_) en affirmant vouloir se consacrer à sa carrière d'acteur pour le moment.

## Autres activités
Yunsung participe à la course du 60 mètres aux Idol Star Athletics Championships (ISAC) spécial Chuseok 2019. Il arrive deuxième et gagne la médaille d'argent. L'année suivante, il réitère l'expérience aux ISAC spécial Nouvel An Lunaire 2020 et termine en tête de la course remportant ainsi la médaille d'or.

## Filmographie
| Année | Titre                             | Catégorie | Rôle               | Note                                                          | Réf.   |
| ----- | --------------------------------- | --------- | ------------------ | ------------------------------------------------------------- | ------ |
| 2018  | 진짜 있을가 탐정과 엔터테인먼트   | Web drama | Yunsung (lui-même) | Apparition avec Yeonkuk, Junyong et Minhyuk (membres de NOIR) | [ 7 ]  |
| 2019  | No Work Today (오늘도 일없습니다) | Web drama | Yunsung (lui-même) | Rôle principal, sur la chaîne YouTube Wonder Story            | [ 10 ] |